# Hazaragi

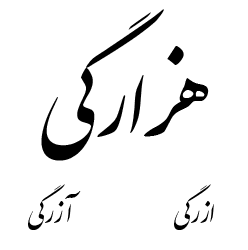
Hazaragi auf Persisch

Hazaragi oder Hasaragi (Eigenbezeichnung: آزرگی Azoragi [ɑzɪɾɡi]) ist ein Dialekt der persischen Sprache und die Muttersprache der Hazara, die in Afghanistan und als Flüchtlinge in anderen Ländern leben. Hazaragi besitzt keinen amtlichen Status. Erst Ende des 20. Jahrhunderts wurde das persische Alphabet als Schrift eingeführt.
Im Gegensatz zum Standard-Persischen weist Hazaragi eine Vielzahl turkischer und mongolischer Fremdwörter auf und ist dadurch für andere Persischsprecher nicht immer verständlich. Charakteristische Wortendungen sind „ai“ und „o“. So wird beispielsweise aus „bača“ (Dari für „Junge“) „bačai“ (Hazaragi für „Junge“). Ohne dass es sich in der Schreibweise bemerkbar macht, tritt bei der Phonologie abweichend vom Dari neben dem stimmlosen alveolaren Plosiv vereinzelt auch der stimmlose retroflexe Plosiv (z. B. موتر moʈaɾ) auf.

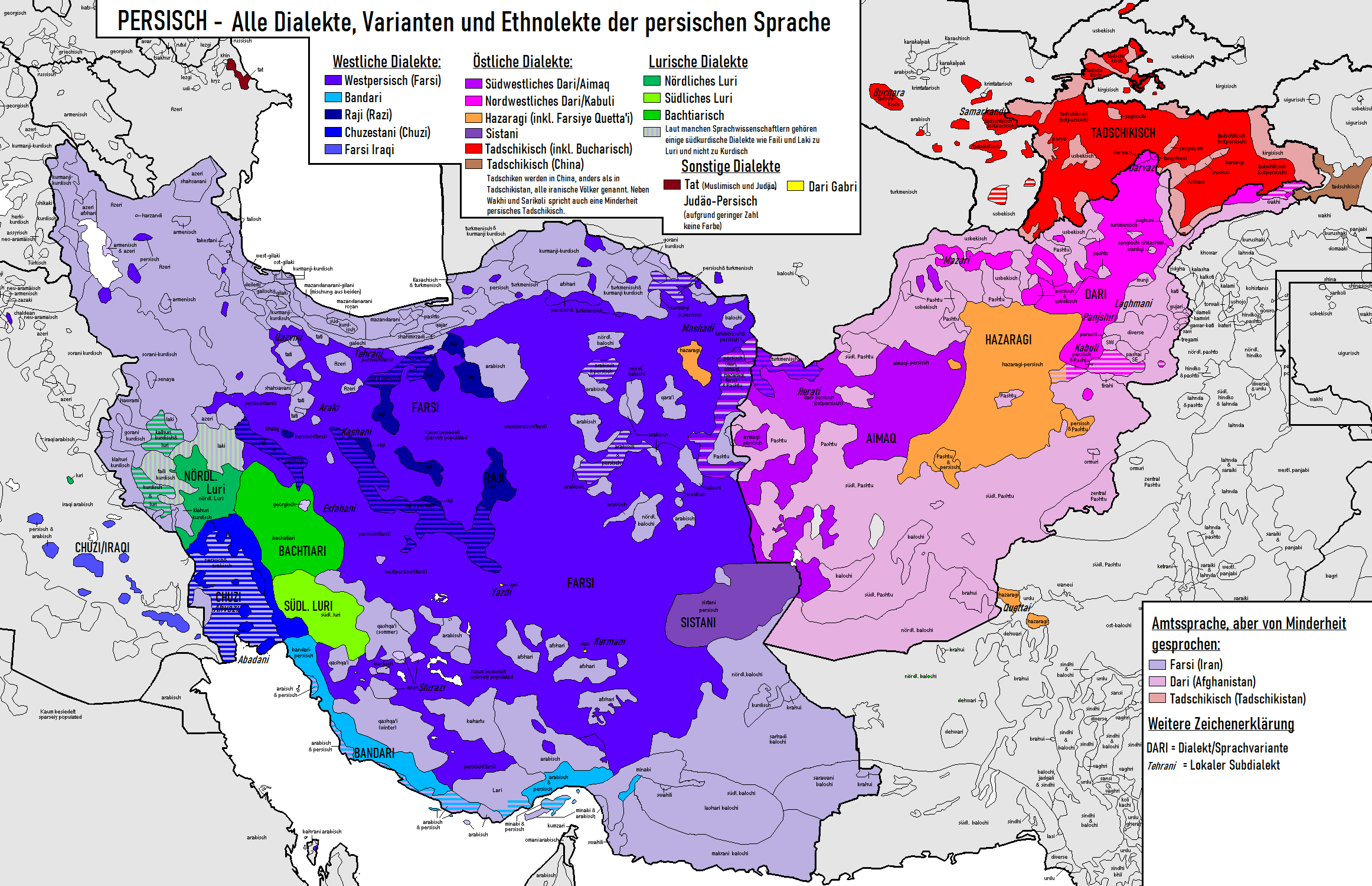
Hazaragi (orange) und andere persische Dialekte

Der in Pakistan, vor allem in Quetta, gesprochene Dialekt des Hazaragi wird zur Abgrenzung als Quetta’i (entsprechende Eigenbezeichnung: کویتگی [ko͡iʈaɡi]) bezeichnet. Er enthält viele Wörter aus dem pakistanischen Urdu, dem Englischen und dem Paschtunischen und hat sich in der Aussprache deutlich dem Urdu angenähert. Obwohl die Hazara hier teilweise seit Generationen leben und abgesehen von Schulen für afghanische Flüchtlinge nur in der Sprache Urdu unterrichtet wird, lernen viele Hazaras Hazaragi in Form von Quettagi als Muttersprache.

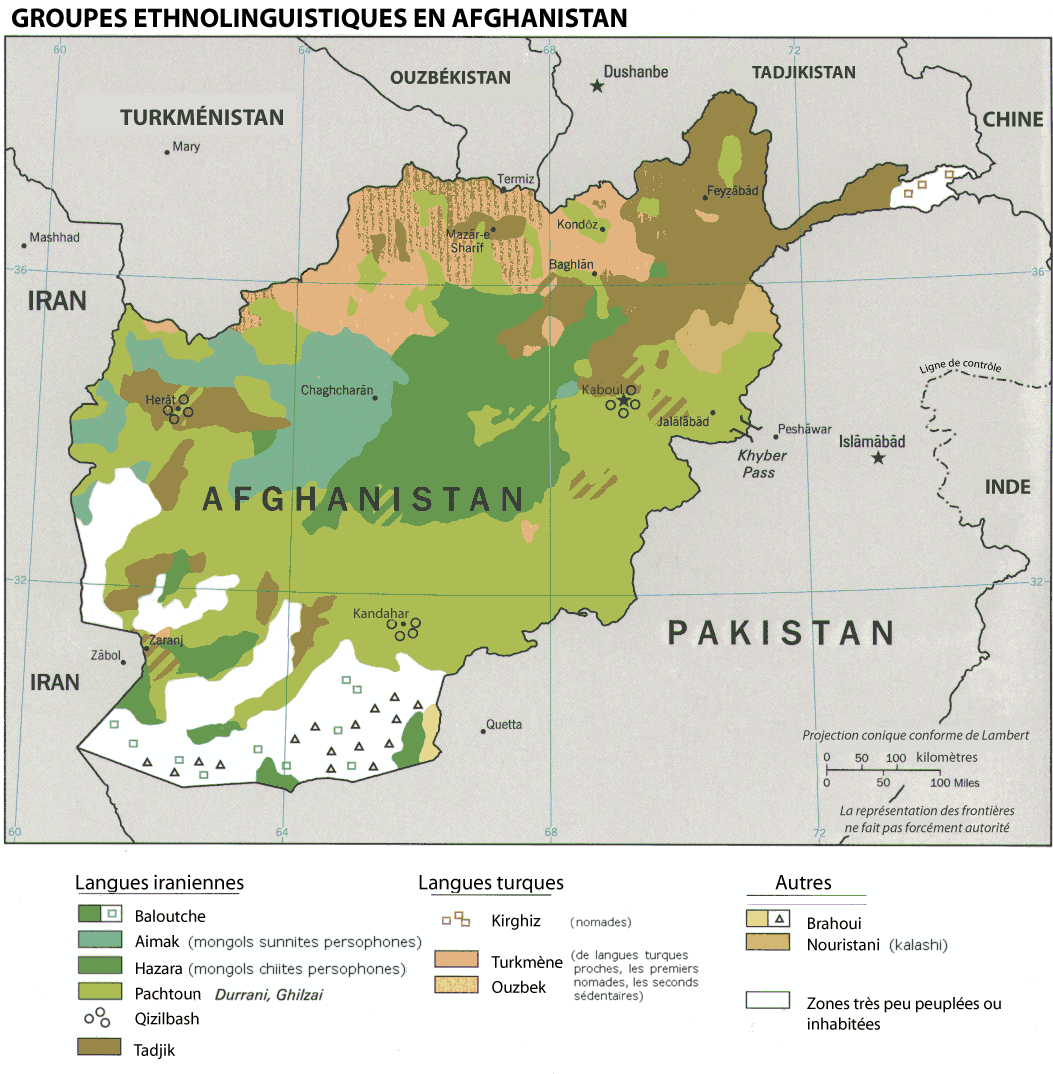
Hazaras in Afghanistan (gleichzeitig Hazaragi-Sprachraum)(Dunkelgrün)

Die Verbreitung des Hazaragi nimmt ab. Dies liegt zum einen daran, dass in Schulen nicht auf Hazaragi unterrichtet wird, sondern in Afghanistan auf Dari und in Pakistan auf Urdu. Zum anderen liegt dies an der Abwanderung in andere persischsprachige Regionen, bei der Hazaras sich schnell assimilieren, so dass sie in anderen Teilen Afghanistans als dem Hazaradschat Dari sprechen und im Iran den Teheraner Dialekt des Persischen.